# Колбин, Геннадий Васильевич
Генна́дий Васи́льевич Ко́лбин (7 мая 1927, Нижний Тагил, Уральская область, РСФСР, СССР — 15 января 1998, Москва, Российская Федерация) — советский политический деятель, первый секретарь ЦК КП Казахстана (1986—1989). Председатель Комитета народного контроля СССР (1989—1990). Член Президиума Верховного Совета СССР (1987—1989).

## Биография
- 1942—1943 гг. — ученик модельщика на заводе, сапожник артели в Нижнем Тагиле.
- 1943—1947 гг. — учащийся Нижнетагильского горно-металлургического техникума.
- 1947—1959 гг. — конструктор-технолог, начальник технологического бюро, заместитель начальника цеха, начальник цеха, заместитель главного инженера на заводе в Нижнем Тагиле.
- В 1955 г. заочно окончил Уральский политехнический институт имени С. М. Кирова, учился в аспирантуре.

## Партийная карьера
- 1959 г. — секретарь парткома на заводе.
- 1959—1962 гг. — второй секретарь, первый секретарь Ленинского райкома КПСС Нижнего Тагила.
- 1962—1970 гг. — второй секретарь, первый секретарь Нижнетагильского горкома КПСС.
- 1970—1975 гг. — секретарь, второй секретарь Свердловского обкома КПСС (первыми секретарями были К.К. Николаев, Я.П. Рябов).
- 1975—1984 гг. — второй секретарь ЦК КП Грузии (первым секретарём тогда был Э. А. Шеварднадзе). После отъезда в 1976 г. в Москву на повышение первого секретаря Свердловского областного комитета КПСС Я.П. Рябова рассматривался как основной кандидат на должность первого секретаря Свердловского обкома КПСС. Однако по предложению Я. П. Рябова на этот пост был выдвинут действующий секретарь Свердловского областного комитета КПСС Б. Н. Ельцин.
- 1983—1986 гг. — первый секретарь Ульяновского обкома КПСС. По его инициативе в Ульяновске были открыты Центр микроэлектроники, филиал МГУ, принято решение о строительстве нового моста через Волгу[1].
- 1986—1989 гг. — Сопредседатель Государственной комиссии СССР по приемке продукции и контролю качества
- 1986—1989 гг. — первый секретарь ЦК КП Казахстана. Сменил на этом посту Д. А. Кунаева. Назначение из Москвы руководителя, не связанного с республикой и не знавшего казахского языка, вызвало массовые протесты молодёжи — декабрьские события в Алма-Ате, которые были жёстко подавлены внутренними войсками (99 студентов осуждены по уголовным статьям, 2 приговорены к смертной казни (позже приговор изменили на 20 лет лишения свободы), более 900 привлечены к административной ответственности).
- 1989—1990 гг. — председатель Комитета народного контроля СССР.

Член ЦК КПСС (1981—1990; кандидат в члены ЦК КПСС в 1976—1981). Делегат XXIII, XXIV, XXV, XXVI, XXVII, XXVIII съездов КПСС и XIX Всесоюзной конференции КПСС. Депутат Верховного Совета СССР (1979—1989). Народный депутат СССР (1989—1992). Депутат Верховного Совета РСФСР (1971—1975). Депутат Верховного Совета Грузинской ССР (1975—1984). Депутат Верховного Совета Казахской ССР (1987—1989), член Президиума Верховного Совета Казахской ССР (1987—1989).

## На пенсии
- С декабря 1990 г. — персональный пенсионер союзного значения.
- В 1992—1998 гг. — председатель Совета директоров ОАО «Мосуралбанк».

## Смерть
Умер в вагоне московского метро, опознан случайно через 5 дней. Похоронен на Троекуровском кладбище в Москве.

## Киновоплощения
- Сергей Гармаш — «Так сложились звёзды», 2016
- Сергей Матвеев — «Полигон», 2020
- «Алия: Фея Казахстана», 2023

## Награды
- орден Ленина
- орден Октябрьской Революции
- два ордена Трудового Красного Знамени
- орден «Знак Почёта»